# Панкеево
Панкеево — деревня в Конышёвском районе Курской области России. Входит в состав Захарковского сельсовета.

## География
Деревня находится на реке Прутище и её притоке Вабля в бассейне Сейма, в 66 км от российско-украинской границы, в 55,5 км к северо-западу от Курска, в 9,5 км к юго-востоку от районного центра — посёлка городского типа Конышёвка, в 11 км от центра сельсовета — села Захарково.
Климат
Панкеево, как и весь район, расположено в поясе умеренно континентального климата с тёплым летом и относительно тёплой зимой (Dfb в классификации Кёппена).
| Показатель                                                                      | Янв. | Фев. | Март | Апр. | Май  | Июнь | Июль | Авг. | Сен. | Окт. | Нояб. | Дек. | Год  |
| ------------------------------------------------------------------------------- | ---- | ---- | ---- | ---- | ---- | ---- | ---- | ---- | ---- | ---- | ----- | ---- | ---- |
| Средний суточный максимум, °C                                                   | −4   | −3   | 2,8  | 12,9 | 19,2 | 22,5 | 25   | 24,4 | 18   | 10,5 | 3,4   | −1,1 | 10,9 |
| Средняя температура, °C                                                         | −6,1 | −5,5 | −0,8 | 8,1  | 14,6 | 18,2 | 20,7 | 19,8 | 13,9 | 7,2  | 1,2   | −3,1 | 7,4  |
| Средний суточный минимум, °C                                                    | −8,5 | −8,6 | −4,9 | 2,7  | 9    | 12,9 | 15,7 | 14,7 | 9,7  | 3,9  | −1,1  | −5,2 | 3,4  |
| Норма осадков, мм                                                               | 51   | 45   | 48   | 51   | 63   | 71   | 76   | 55   | 58   | 58   | 48    | 49   | 673  |
| Источник: Погода по месяцам c ru.climate-data.org(дата обращения: Октябрь 2021) |      |      |      |      |      |      |      |      |      |      |       |      |      |

Часовой пояс
Деревня Панкеево, как и вся Курская область, находится в часовой зоне МСК (московское время). Смещение применяемого времени относительно UTC составляет +3:00.

## Население
| 2002 | 2010 |
| ---- | ---- |
| 46   | ↘17  |

## Инфраструктура
Личное подсобное хозяйство. В деревне 60 домов.

## Транспорт
Панкеево находится в 64 км от автодороги федерального значения М3 «Украина» (Москва — Калуга — Брянск — граница с Украиной), в 44 км от автодороги М2 «Крым» (Москва — Тула — Орёл — Курск — Белгород — граница с Украиной, с подъездами к Туле, Орлу, Курску, Белгороду и историко-архитектурному комплексу «Одинцово»), в 49 км от автодороги А142 (Тросна — М-3 «Украина»), в 32,5 км от автодороги регионального значения 38К-038 (Фатеж — Дмитриев), в 9 км от автодороги 38К-023 (Льгов — Конышёвка), в 18 км от автодороги 38К-017 (Курск — Льгов — Рыльск — граница с Украиной), в 11,5 км от автодороги межмуниципального значения 38Н-362 (38К-017 — Николаевка — Ширково), в 1 км от автодороги 38Н-437 (38К-023 — Ольшанка — Мармыжи — 38Н-362), в 6 км от ближайшего ж/д остановочного пункта 565 км (линия Навля — Льгов I).
В 150 км от аэропорта имени В. Г. Шухова (недалеко от Белгорода).